# Isaac Viciosa
Isaac Viciosa (* 26. prosince 1969, Cervatos de la Cueza) je bývalý španělský atlet, běžec na dlouhé tratě, mistr Evropy v běhu na 5 000 metrů z roku 1998.

## Sportovní kariéra
Jeho prvním úspěchem se stala stříbrná medaile za druhé místo v běhu na 1500 metrů na mistrovství Evropy v roce 1994. Poté, co v následující sezóně na světovém šampionátu v této disciplíně obsadil až dvanácté místo, orientoval se na delší tratě. Na mistrovství Evropy v Budapešti v roce 1998 se stal vítězem v závodu na 5 000 metrů. V této sezóně si také vytvořil osobní rekordy ve většině disciplín.

## Osobní rekordy
- 1 500 metrů – 3:30,94 (1998)
- 3 000 metrů – 7:29,34 (1998)
- 5 000 metrů – 13:09,63 (1998)